# 6981 Чірмен
6981 Чірмен (6981 Chirman) — астероїд головного поясу, відкритий 15 жовтня 1993 року.
Тіссеранів параметр щодо Юпітера — 3,324.